# Chrysophyllum
Genre
Classification phylogénétique
Chrysophyllum est un genre de plantes à fleurs de la famille des Sapotaceae. C'est le genre du caïmitier (Chrysophyllum cainito) qui donne la pomme de lait.

## Liste d'espèces
- Chrysophyllum albidum G.Don
- Chrysophyllum argenteum Jacq.
- Chrysophyllum africanum A.DC.
- Chrysophyllum bicolor Poir.
- Chrysophyllum cainito L. - Caïmitier
- Chrysophyllum delevoyi De Wild.
- Chrysophyllum gonocarpum
- Chrysophyllum lacourtianum De Wild.
- Chrysophyllum mexicanum Brandegee ex Standl.
- Chrysophyllum oliviforme L.
- Chrysophyllum pauciflorum Lam.